# Ivânia Moreira
Ivânia Moreira (Santa Cruz, 3 de maio de 1993), também conhecida como Vá Moreira, é uma futebolista cabo-verdiana que jogou como atacante para o clube português Racing Power, até 2024, e para a seleção nacional de Cabo Verde.

## Biografia
Ivânia Tavares Moreira nasceu em 13 de maio de 1993, em Achada Ponta, Santa Cruz, na Ilha de Santiago. Além de futebolista, a convite da então selecionadora cabo-verdiana, Silvéria Nédio, Ivânia deu aulas de futebol para jovens e crianças até aos 17 anos, na Academia de Futebol de Formação Bola Pra Frente.
Jogou na equipa Seven Stars, de 2017 até à temporada 2022/2023. Nessa última temporada com o clube cabo-verdiano, Ivânia Moreira conquistou os títulos de campeã de Santiago e de Cabo Verde. Em junho de 2023, integrou o Racing Power Football Clube, em Portugal, onde jogou apenas uma temporada.
Até 2023, a futebolista registou 14 internacionalizações pela seleção de Cabo Verde, com sete golos apontados.

## Conquistas
| Ano  | Título                                                     | Club            |
| ---- | ---------------------------------------------------------- | --------------- |
| 2017 | MVP regional Santiago Sul                                  | Seven Stars     |
| 2023 | Campeonato nacional de Cabo Verde                          | Seven Stars     |
| 2023 | MVP Torneio da União das Federações Oeste Africanas (UFOA) | Seven Stars     |
| 2023 | Campeonato nacional 2ª divisão Portugal                    | Racing Power FC |
| 2023 | PowerList 100 BANTUMEN                                     |                 |